# Raïon de Yelsk
Le raïon de Yelsk (en biélorusse : Ельскі раён, Ielski raïon ; en russe : Ельский район, Ielski raïon) est une subdivision de la voblast de Homiel ou Gomel, en Biélorussie. Son centre administratif est la ville de Yelsk.

## Géographie
Le raïon couvre une superficie de 1 366 km2, au sud de la voblast. La forêt occupe 57 % de son territoire. Il est limité au nord par le raïon de Mazyr, à l'est par le raïon de Narowlia, au sud par l'Ukraine (oblast de Kiev, raïon de Poliske et raïon d'Ovroutch), à l'ouest par le raïon de Leltchytsy. Le raïon est situé à la frontière avec l'Ukraine et possède un poste frontière sur la route Mazyr – Jytomyr.

## Histoire
Le raïon de Yelsk a été fondé le 17 juillet 1924. Il a été très affecté par la catastrophe de Tchernobyl, en 1986.

## Population

### Démographie
Les résultats des recensements de la population (*) du raïon font apparaître une croissance de sa population jusque dans les années 1970. La tendance se retourne ensuite et le déclin s'accélère dans les premières années du XXIe siècle :
| 1959*  | 1970*  | 1979*  | 1989*  | 1999*  | 2009*  |
| ------ | ------ | ------ | ------ | ------ | ------ |
| 25 821 | 27 299 | 27 616 | 25 768 | 21 576 | 17 839 |

### Nationalités
Selon les résultats du recensement de 2009, la population du raïon se composait de trois nationalités principales :
- 89,5 % de Biélorusses ;
- 4,7 % de Russes ;
- 4,7 % d'Ukrainiens.

### Langues
En 2009, la langue maternelle était le biélorusse pour 88,24 % des habitants et le russe pour 13,05 %. Le biélorusse était parlé à la maison par 61,51 % de la population et le russe par 37,8 %.